# مامانم گفت
«مامانم گفت» (انگلیسی: مامانم گفت) ترانه‌ای از گروه موسیقی آبا است که در آلبوم واترلو آنان در سال ۱۹۷۴ منتشر شد. خوانندگان اصلی این ترانه آنی-فرید لینگستاد و آنگنیه‌تا فلتسکوگ هستند.
در کتاب «نورهای روشن، سایه‌های تاریک: داستان واقعی آبا» دربارۀ این ترانه آمده که: «جاز با احساسی از فانک است و به همین سبب ترانه حالتی ملایم و باحال دارد.»